# Desmostylia
Desmostylia är en grupp utdöda däggdjur som levde i vatten. Dessa djur förekom från senare oligocen till miocen och hade sitt utbredningsområde vid kusterna av norra Stilla havet.

## Kännetecken

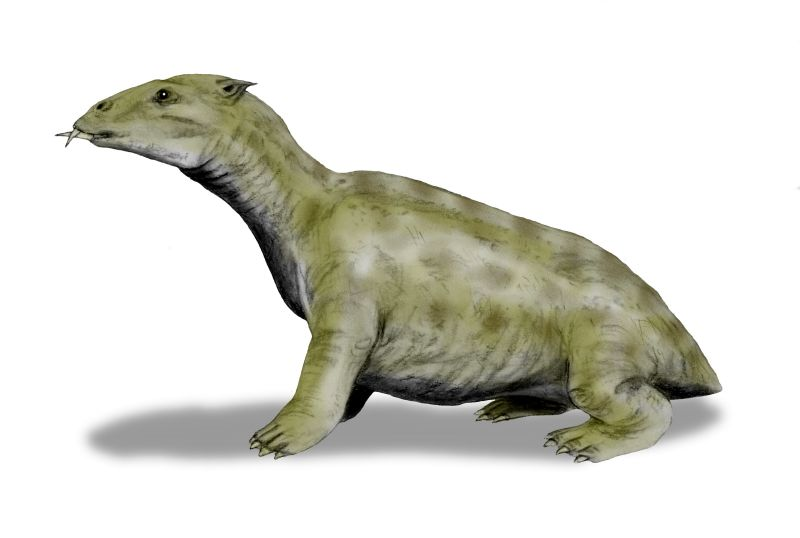
Rekonstruktion av Desmostylus hesperus

Arterna i gruppen blev upp till 1,8 meter långa och hade en vikt upp till 200 kilogram. Angående kroppsbyggnaden liknar de i viss mån flodhästar. Kroppen var kraftfull med bra utvecklade främre och bakre extremiteter. Fötterna var påfallande breda. Även tändernas form är utmärkande. Fram- och hörntänder var riktade framåt som betar och sedan fanns en större lucka före de konformade kindtänderna.

## Levnadssätt
Enligt alla fossil som är kända levde Desmostylia vid kusterna av norra Stilla havet. Fossil finns från Japan, Mexiko och USA. I motsats till de nära besläktade sirendjuren hade de troligtvis förmåga att röra sig på land. Det antas att Desmostylia hade ett levnadssätt som liknade det hos dagens pälssälar, med vilopauser och parning på land samt födosök i vatten.
Hittills är oklart varför tänderna var uppbyggda som beskrivits. Möjligtvis åt Desmostylia sjögräs.

## Systematik
Desmostylia räknas till gruppen Paenungulata som även samlar dagens elefanter och sirendjur. Det är en gåta hur dessa djur kom till norra Stilla havet då alla andra medlemmar i Paenungulata vid denna epok levde kring Afrika.